# Ytrac
Ytrac là một xã ở tỉnh Cantal, thuộc vùng Auvergne-Rhône-Alpes ở miền trung nước Pháp.

## Dân số
| 1962                                                            | 1968 | 1975 | 1982 | 1990 | 1999 | 2007 |
| --------------------------------------------------------------- | ---- | ---- | ---- | ---- | ---- | ---- |
| 1215                                                            | 1237 | 1643 | 2673 | 3367 | 3330 | 3800 |
| Nombre retenu à partir de 1968: Population sans doubles comptes |      |      |      |      |      |      |